# Hurmak olchowiec
Hurmak olchowiec, hurmak olszowy (Agelastica alni) – gatunek chrząszcza z rodziny stonkowatych.

## Taksonomia
Gatunek ten opisany został naukowo po raz pierwszy w 1758 roku przez Karola Linneusza na łamach dziesiątej edycji Systema Naturae pod nazwą Chrysomela alni.

## Morfologia
Chrząszcz o ciele długości od 6 do 7 lub 8 mm, z wierzchu błyszczący, drobno punktowany, metalicznie niebieski lub granatowy, rzadziej zielony lub fioletowy. Czułki, golenie i stopy są czarne. Czoło ma wyraźny dołek za guzkami czołowymi. Przedplecze ma gładką, pozbawioną nierówności powierzchnię. Pokrywy są zauważalnie rozszerzone ku tyłowi, a ich boczne brzegi widoczne są od góry na całej długości.
Larwy mają walcowate, błyszczące, głównie czarne ciało i osiągają do 11 mm długości. Na ich segmentach odwłokowych od pierwszego do ósmego znajdują się parzyste guzki, na których otwierają się w części grzbietowo-bocznej woreczkowate inwaginacje oskórka. Każda z tych inwaginacji może się wynicowywać i być wciąganą mięśniami, oraz zaopatrzona jest w pojedynczą, dużą komórkę gruczołową, która wydziela do niej płyn odstraszający napastników (np. wścieklice zwyczajne) i alarmujący inne larwy własnego gatunku.

## Biologia i ekologia

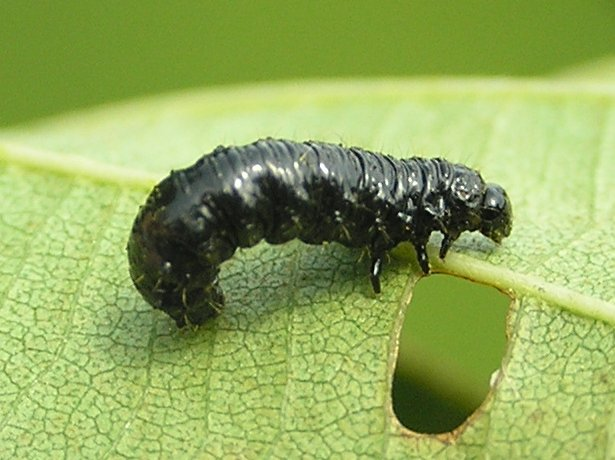
Larwa

Larwy i imagines żerują głównie na liściach olch, występując niekiedy masowo. Ponadto żerować mogą na brzozach, grabie pospolitym, leszczynach czy jabłoniach.
Zimują osobniki dorosłe. Do rozrodu dochodzi wiosną. Jaja składane są w dużych grupach na liściach, a wylęg następuje po około 2 tygodniach od złożenia. Larwy żerują po obu stronach liści przez około 3 tygodnie, po czym opadają na podłoże celem przepoczwarczenia. Stadium poczwarki trwa około 1–2 tygodnie.

## Rozprzestrzenienie
Gatunek rozprzestrzeniony prawie w całej Palearktyce, w XIX wieku zawleczony do Ameryki Północnej. Na Wyspach Brytyjskich wymarły.